# 達清阿
達清阿（1764年—？年），字际昌，号升之，萨克达氏，正白旗滿洲達勒精阿佐領下人，清朝政治人物。

## 生平
乾隆五十九年（1794年）甲寅科乡试第一百四十六名。
嘉慶七年（1802年）壬戌科第三甲第九十六名同進士出身。選翰林院庶吉士。
十年（1805年）四月散館，以知縣即用。九月，籤分江西臨江府新淦縣知縣，因故改銓。
十一年（1806年），改補湖北施南府利川縣知縣。
十五年（1810年）十一月，署湖廣總督湖北巡撫同興奏參達清阿違反定例，按糧派買倉穀又未全數給價、借修理倉廒諉卸其任、聽門丁書役等需索情事，達清阿遭到革職、提審。
十八年（1813年）十一月初五日，補授內閣中書。
二十三年（1818年十一月任滿。